# سیارک ۱۷۰۲۰
سیارک ۱۷۰۲۰ (به انگلیسی: 17020 Hopemeraengus، نامگذاری:1999DH4) هفده هزار و بیستمین سیارک کشف شده‌است که در ۲۴ فوریه ۱۹۹۹ کشف شد.
قدر مطلق سیارک برابر ۱۳٫۶۰ است.